# Susques (departamento)
Susques é um departamento da província de Jujuy.